# R Cassiopeiae
R Cassiopeiae (R Cas) è una stella localizzata nella costellazione di Cassiopea.
R Cassiopeiae è una stella gigante rossa di classe M con una Magnitudine apparente di +9.97. È classificata inoltre come una stella variabile di tipo Mira e la sua luminosità varia da una magnitudine di +4,7 ad una di +13,5 in un periodo di 430,5 giorni. È situata approssimativamente a 348 anni luce di distanza dalla Terra.